# Montval-sur-Loir
Montval-sur-Loir es una comuna nueva francesa situada en el departamento de Sarthe, en la región de Países del Loira.

## Historia
Fue creada el 1 de octubre de 2016, en aplicación de una resolución del prefecto de Sarthe de 28 de junio de 2016 con la unión de las comunas de Château-du-Loir, Montabon y Vouvray-sur-Loir, pasando a estar el ayuntamiento en la antigua comuna de Château-du-Loir.

## Demografía
| Gráfica de evolución demográfica de Montval-sur-Loir entre 1800 y 2021 |
|                                                                        |

Los datos entre 1800 y 2013 son el resultado de sumar los parciales de las tres antiguas comunas que forman la comuna nueva de Montval-sur-Loir (Château-du-Loir, Montabon y Vouvray-sur-Loir). Los datos correspondientes al período 1800-1999 se han cogido de la página francesa EHESS/Cassini. Los demás datos se han cogido de la página del INSEE.

## Composición
| Comuna delegada  | Código INSEE | Población (2013) | Superficie (km²) | Densidad (hab./km²) |
| ---------------- | ------------ | ---------------- | ---------------- | ------------------- |
| Château-du-Loir  | 72071        | 4750             | 11.46            | 414                 |
| Montabon         | 72203        | 799              | 7.48             | 107                 |
| Vouvray-sur-Loir | 72384        | 789              | 8.05             | 98                  |